# جیرو بالا
جروِ بالا یکی از قریه‌های ساحه خلدسک ولسوالی خواهان است که به فاصله ۶۰ کیلومتر دور در شرق مرکزآن ولسوالی در شمال شرقی ولایت بدخشان افغانستان قرار دارد. این قریه و با ارتفاع ۲۷۵۰متر از سطح دریا درمسیر راه مواصلات ولسوالی‌های دروازها جای دارد که با تاسف در ماه ثورسال ۱۳۹۴ به اثرلغزش زمین این قریه کاملاً تخریب گردیده مردمان این قریه دراطراف این محل فعلاً جای بنا نموده‌اند تاهنوزتکمیل نه شده مردم بامشکلات زیاد بیدون سرپناه دراین فصل سرماه زنده گی بسرمیبرند اما دولت ویا هیچ نهادی برای رفع مشکل این محمل اقدام جدی نکرد